# Еесті Пилевківі
«Еесті Пилевківі» (також «ЕП»; ест. Jõhvi JK Eesti Põlevkivi) — радянський і естонський футбольний клуб, що нині не існує, з міста Йихві. Віцечемпіон Естонії 1992 року, фіналіст Кубка Естонії 1996 року.

## Назви
- «Естонія»
- «Естонія/РМТ»
- «Шахта Естонія»
- «Еесті Пилевківі» (з 1991)

## Історія
Клуб заснований у 1974 році як команда КФК. Виступав у радянський період у різних лігах чемпіонату Естонської РСР серед колективів фізкультури, у 1975 році та з 1977 року до розпаду СРСР — у вищій лізі республіки. Чемпіон Естонської РСР 1984, віцечемпіон 1982, бронзовий призер 1985 і 1991 років. Володар (1985, 1986, 1987) та фіналіст (1980, 1990) Кубка Естонської РСР. Кольори — чорно-білі. Спочатку мав назву «Шахта Естонія» (ест. Jõhvi JK Estonia kaevandus), пізніше був перейменований в «Еесті Пилевківі» («Естонсланець»), представляв однойменне виробниче об'єднання.
Після відновлення незалежного чемпіонату Естонії у 1992 році був включений до вищої ліги, де виступав беззмінно протягом дев'яти сезонів. У весняному сезоні 1992 року став срібним призером чемпіонату країни, не програвши у турнірі жодного матчу. Надалі результати знизилися, що пов'язано з фінансовими проблемами в організації-спонсора. Останнім успіхом був вихід у фінал Кубка Естонії 1995/96, де команда поступилася клубу Таллінна Садам (0:2). За підсумками сезону 1999 клуб зайняв останнє, восьме місце у вищій лізі й повинен був знизитися в класі, проте власники вирішили ліквідувати клуб, а його місце в першій лізі було продано клубу Мухумаа.

## Результати виступів
| Сезон   | Ліга         | Місце | Учасники | Ігри | Перемоги | Нічиї | Поразки | Забито | Пропущено | Різниця м'ячів | Очки | Бомбардир                      |
| ------- | ------------ | ----- | -------- | ---- | -------- | ----- | ------- | ------ | --------- | -------------- | ---- | ------------------------------ |
| 1992    | Мейстрилійга | 2     | 14       | 10   | 6        | 4     | 0       | 34     | 15        | +19            | 10   | Сергій Афанасьєв (13)          |
| 1992/93 | Мейстрилійга | 4     | 12       | 22   | 13       | 6     | 3       | 50     | 20        | +30            | 32   | Сергій Афанасьєв (13)          |
| 1993/94 | Мейстрилійга | 6     | 12       | 22   | 9        | 6     | 7       | 39     | 16        | +23            | 24   | Юрій Брайко (10)               |
| 1994/95 | Мейстрилійга | 5     | 8        | 24   | 9        | 3     | 12      | 42     | 40        | +2             | 21   | Сергій Афанасьєв (11)          |
| 1995/96 | Мейстрилійга | 7     | 8        | 14   | 3        | 8     | 3       | 11     | 17        | -6             | 17   | Сергій Афанасьєв (5)           |
| 1996/97 | Мейстрилійга | 7     | 8        | 14   | 4        | 1     | 9       | 10     | 20        | -10            | 13   | Едуард Сараєв (3)              |
| 1997/98 | Мейстрилійга | 7     | 8        | 14   | 2        | 5     | 7       | 11     | 23        | -12            | 11   | Сергій Мельников (3)           |
| 1998    | Мейстрилійга | 7     | 8        | 14   | 2        | 0     | 12      | 10     | 44        | -34            | 6    | Микола Шишелов Юрій Брайко (3) |
| 1999    | Мейстрилійга | 8     | 8        | 28   | 2        | 7     | 19      | 12     | 81        | -69            | 13   | Микола Шишелов (3)             |

## Тренери
- Олександр Горошкевич (1992)
- Сергій Шаримов (1992—1993)
- Павло Лук'янов (1993—1999)